# Pont de Normandie
Der Pont de Normandie (deutsch: Brücke der Normandie) ist eine Schrägseilbrücke, die mit 856 m die größte Spannweite in Europa besitzt. Sie überquert die Seinemündung und verbindet Le Havre (damals Haute-Normandie) auf dem rechten Ufer im Norden mit Honfleur (damals Basse-Normandie) auf dem linken Ufer im Süden. Die Brücke wurde in den Jahren 1988 bis 1994 gebaut und am 20. Januar 1995 eingeweiht.
Insgesamt hat der 23,60 m breite Brückenzug eine Länge von 2141,25 m. Er besteht aus den südlichen Vorlandbrücken mit zwölf Feldern und Stützweiten von 96,00 m + 9 × 43,50 m + 32,5 m + 3 × 70 m + 27,75 m (= 547,75 m), den nördlichen Vorlandbrücken mit 16 Feldern und Stützweiten von 96,00 m + 14 × 43,50 m + 32,50 m (= 737,50 m) und der 856 m großen Hauptöffnung. Der 3 m hohe Überbau der Hauptöffnung besteht aus einem 624 m langen stählernen Mittelteil, an das sich beidseitig 116 m lange Abschnitte aus Spannbeton anschließen. Die Pylone der Schrägseilbrücke sind 214,77 m hoch und tragen je 4×23 Kabel, insgesamt 184 Schrägseilkabel an beiden Pylonen. Die Durchfahrtshöhe für Schiffe beträgt beim höchsten bekannten Wasserstand 52 m.
Flussaufwärts sind die nächsten Brücken der Pont de Tancarville und der Pont de Brotonne.
Die Brücke ist mautpflichtig. Über sie verläuft die A 29/E 44; die Brücke selbst hat nicht den Rang einer Autobahn, damit auch Fahrzeuge, die Autobahnen nicht befahren dürfen, diese Verbindung nutzen können. Es gibt für beide Fahrtrichtungen einen kombinierten Geh- und Radweg.
Ein Informationszentrum am Nordufer zeigt die Geschichte der Brücke sowie detaillierte Darstellungen von Verankerungen und einen Querschnitt durch einen Pylon.